# Oroszi
Oroszi è un comune dell'Ungheria di 144 abitanti (dati 2001). È situato nella contea di Veszprém.